# Panells de Sant Vicent de Lisboa
Els Panells de Sant Vicent de Lisboa, o retaule de Sant Vicent de Fora, en portuguès Panéis de São Vicente de Fora és una pintura portuguesa del segle xv formada per sis retaules, els dos centrals més grans, i els quatre dels costats més estrets.
Es tracta d'una pintura a l'oli i tremp sobre fusta, on amb un estil sec pronunciat però d'un poderós realisme, es retraten les personalitats més rellevants de la Cort Portuguesa del moment.
Els panells no foren descoberts fins a l'any 1882, a l'església que els dona nom, situada a la ciutat de Lisbona, i actualment es troben al Museu Nacional d'Art Antic d'aquesta ciutat. Són considerats l'obra més important de la pintura portuguesa el segle xv i s'emmarquen en una incipient pintura d'estil primitiu flamenc.

Retaule de Sant Vincent de Lisboa - d'esquerra a dreta - panel dels frares, panel dels pescadors, panel dels Reis, panel de l'arquebisbe, panell dels Infants, i Panell de la relíquia

## Autoria
S'atribueix l'autoria al pintor portuguès Nuno Gonçalves, que tenim documentat a la Cort de Portugal el 1463, si bé no n'ha perdurat cap altra obra. L'atribució es basa al fet que el seu nom va aparèixer signant a la bóta d'una de les figures, i perquè el pintor Francisco de Holanda esmenta al segle xvi una gran obra d'art feta per Nuno Gonçalves, i que es dedueix que són aquests panells. També s'ha especulat que el pare de Hugo van der Goes hagués col·laborat en la pintura, però no n'hi ha cap prova concreta.
A partir de la forta influència flamenca de l'obra es creu que podria haver estat un encàrrec de la Infanta Isabel d'Avís, germana del rei Duarte, i casada amb Felip el Bo, duc de Borgonya. Isabel mantingué una important relació amb diversos pintors flamencs com Jan van Eyck, Petrus Christus o Rogier van der Weyden, primer com a model i després protegit i finançant les seves obres.

## Datació de l'obra
Una de les dades amb més controvèrsia de l'obra és la seva datació. En principi l'obra hauria d'haver estat pintada del 1460 al 1490, coincidint amb els anys d'activitat del pintor. I hi ha un cert consens en acotar encara més la datació, a la dècada que va de 1470 a 1480. Tanmateix hi ha estudis que daten l'obra al voltant de 1445 (font: Jorge Filipe de Almeida), i finalment n'hi ha que la daten al voltant de 1491 (font: Alvor-Silves).

## Interpretació i discussions al voltant de l'obra
Des de la seva descoberta hi ha hagut disputes continuades a l'hora d'establir la identitat del pintor, i el subjecte de l'obra. Algunes de les qüestions encara a debat són:
•	Quina escena, o escenes, són descrites als panells
•	A qui corresponen els seixanta retrats de l'obra
•	Quin és el simbolisme dels objectes dels panells, i el sentit global de l'obra
•	Qui va fer l'encàrrec de pintar els panells

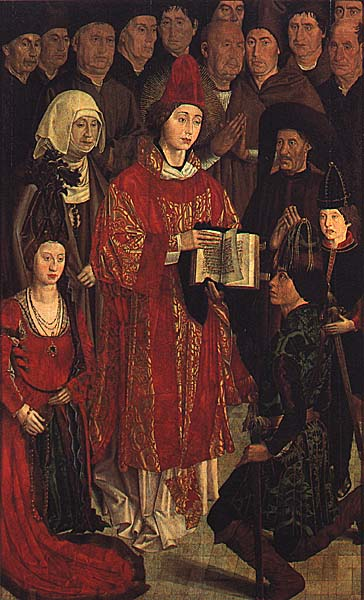
El Tercer Panell o Panell dels Reis

Si bé inicialment es creia que podien haver representat Sant Vicent, avui hi ha unanimitat dels experts en considerar que representen la nissaga reial portuguesa dels Avís. Tanmateix la unanimitat s'acaba aquí, ja que les diferents hipòtesis, que van aparèixer a partir de la troballa de l'obra i que han perdurat fins avui en dia, són encara contradictòries. Encara no hi ha unanimitat en assegurar qui és qui, sobretot perquè això suposa reconèixer que algunes de les hipòtesis mantingudes a partir de visions romàntiques són inconsistents. El panell clau per entendre la interpretació és el Tercer Panell.
Aquest panell, el Panell dels Reis, també conegut erròniament amb el nom de Panell de l'Infant, és on s'ha anat generant més controvèrsia, amb el retrat de l'home de negre amb barret borgonyès com a punt principal de discussió. Tradicionalment i de forma massiva s'ha associat a l'Infant Enric el Navegant, i per això es pot trobar nombroses estàtues i il·lustracions de l'Infant a partir d'aquest retrat. Aquesta associació ha generat fortes contradiccions que finalment han portat a dubtar decididament d'aquesta atribució, que malgrat haver estat repetida i reproduïda no deixa de tractar-se d'una confusió.

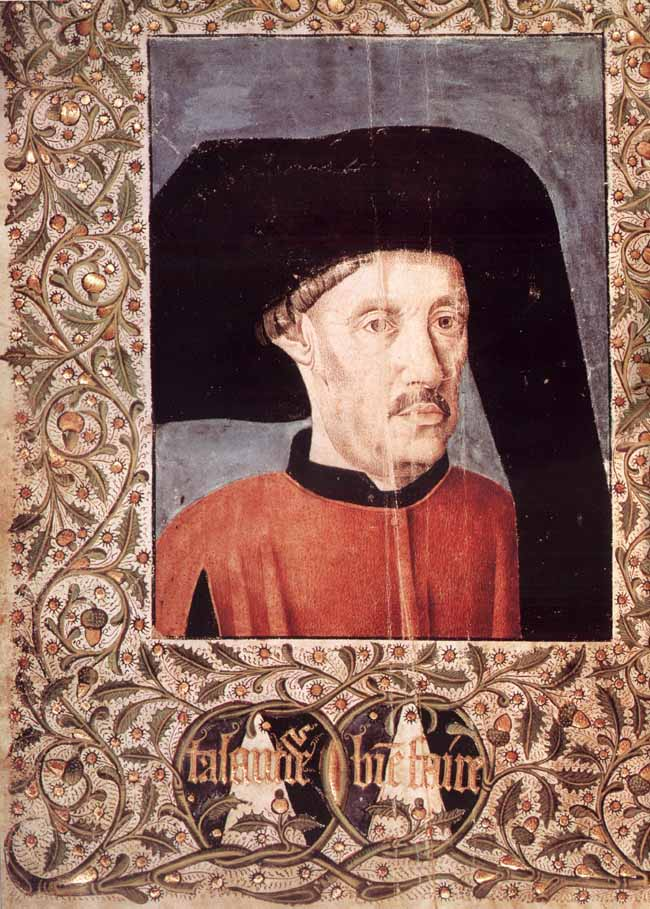
Portada del llibre Crónicas dos Feitos de Guiné (Paris codex) de Eanes de Zurara

En primer lloc cal saber que no hi ha cap retrat d'Enric el Navegant del que en puguem estar segurs. L'altra imatge que tradicionalment se li ha atribuït, on també hi trobem un home amb barret borgonyès és a la portada del llibre Cronicas dos Feitos de Guiné, escrita per Gomes Eanes de Zurara el 1453. Es tracta d'una obra que repassa les primeres exploracions portugueses en terres africanes, totes fetes duran el regnat de Duarte I de Portugal (r. 1431-1438), i cal tenir en compte que era pràctica habitual incloure el retrat del monarca al llibre de cròniques dels fets que tenien lloc duran llur regnat. A més a més, en un moment en què hi començaven a haver força exploradors portuguesos, les expedicions protagonitzades per l'infant Enric dit 'El Navegant' -defugint la imatge mitificada creada al cap dels anys- no anaren més enllà del Marroc. Per tant, a partir d'aquest retrat previ no es pot concloure que la imatge que tenim al davant sigui de l'infant sinó del rei.
És quan prenem el rei Duarte com a persona representada al políptic amb la figura de l'home de negre amb barret que aquest tercer panell recobra sentit, i ens ajuda a clarificar la resta de personatges. Es tractaria de l'única escena formada només per reis, que hi apareixerien per parelles. Així ja ho han vist bona part dels estudiosos, que avui en dia expliquen la presència del rei rei Duarte I (dret, a la dreta) que mira la seva esposa, la reina Elionor de Trastàmara (dreta a l'esquerra). Continuant, a davall d'ells i en un primer terme hi trobaríem (agenollat a la dreta) el seu fill, el rei Alfons V, mirant la seva muller, Isabel de Coïmbra i d'Urgell (dreta a l'esquerra). Finalment, el nen de l'escena seria el seu fill, i hereu, el futur rei João II.
La hipòtesi de l'Infant Enric el Navegant es mostra inconsistent, impedint de buscar una lògica amb la resta de figures: qui seria la senyora del seu davant si ell fou solter? Si ella fos la reina Elionor, com s'explicaria que el seu marit i rei Duarte I quedés fora de l'escena? S'ha dit que podria ser la seva germana Isabel d'Avís, duquessa de Borgonya, però, i aquesta sortiria sense el seu marit? No sembla que tingui massa sentit que el rei Alfons sortís a l'obra sense els seus pares i sí amb un oncle solter, i una tia que viu a la llunyana terra flamenca. On haurien de sortir els seus pares, els reis Duarte i Elionor, si no és aquí? I a més, si en aquest panell central hi hagués de sortir algun dels oncles del rei Alfons V, aquest hauria de ser Pere de Coïmbra, l'oncle que va fer de regent d'Alfons, i pare de la seva muller Isabel. Algunes interpretacions tracten de fixar això afirmant que la figura agenollada és el rei Duarte, i el nen és el seu fill Alfons. Però en aquest cas tampoc tindria sentit que el senyor de negre amb barret fos l'Infant Enric. Podríem concloure, doncs, que totes aquestes explicacions són per intentar continuar sostenint l'error d'haver considerat que la imatge del senyor de negre amb barret era l'Infant Enric el Navegant, quan es tractava del seu germà Duarte.

## Cinquè panell o Panell dels Infants

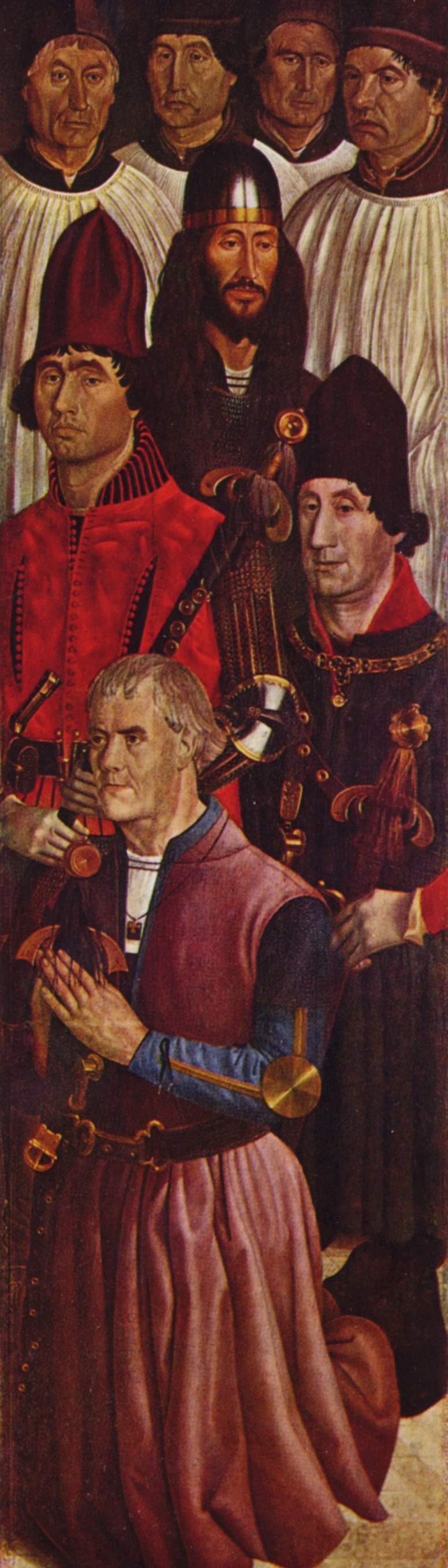
Cinquè Panell o Panell dels Infants

El panell dels Infants, conegut també amb el nom de Panell dels Cavallers, és el cinquè panell a comptar des de l'esquerra i s'hi representen al fons quatre persones de blanc, i en un primer terme quatre cavallers que han sigut identificats com els quatre infants germans del rei Duarte, a partir dels colors i símbols amb els que són representats. Tots quatre ja difunts en el moment de la confecció dels panells.
L'Infant Ferran és el cavaller representat al fons, de color negre, amb barba i cabells llargs. El casquet àrab que porta simbolitza la seva mort en captiveri a Fes. L'infant Ferran fou la gran víctima de les pretensions militars de l'Infant Enric, que va insistir a dur a terme la invasió de Tànger, malgrat l'oposició dels infants Pere i Joan. L'exploració resultà un fracàs i Ferran fou capturat i empresonat. Malgrat les negociacions de Pere per rescatar-lo a canvi de lliurar Ceuta als àrabs, l'intercanvi no es dugué a terme per l'oposició de l'Infant Enric.
L'Infant Joan és el cavaller situat just a davant de Ferran. Fou el Mestre de l'ordre de Santiago, i per això el trobem representant amb l'espasa creuada al pit. L'infant Joan fou un apassionat defensor de la causa des Avís en les revoltes populars que propiciaren la proclamació del seu germà Pere com a regent durant la minoria d'edat d'Alfons V, enfront de les pretensions de la Casa de Bragança. Moriria abans dels Fets d'Alfarrobeira.
L'Infant Pere de Coïmbra el trobem vestit de verd, com trobarem en altres panells identificant els seus descendents, com són la seva filla i reina Isabel, i el seu net i rei Joao II. El trobem amb el cinturó creuat al pit, símbol de l'ordre de la Garrotera, que es troba just a damunt del símbol de la Casa de Bragança, representant la superioritat dels Avís. Pere, també dit el de les Set Partides perquè abans de casar-se amb la Isabel d'Urgell, haurà passat gairebé deu anys viatjant per totes les corts europees, serà considerat l'infant més erudit. Regent durant la minoria d'edat d'Alfons V, serà pare de la reina Isabel de Portugal, del rei Pere IV de Catalunya i de Felipa de Coïmbra. Perdrà la vida a la batalla d'Alfarrobeira.
L'Infant Enric el Navegant és dibuixat en un primer terme, de color morat, símbol de la vergonya, i amb diversos símbols que el caricaturitzen, i que representen la desgràcia lligada a la seva vida: és l'únic sense capa, barret ni guants, (els guants dels seus germans simbolitzen estar lliures de culpa), el pom de la seva espasa es doblega, la corretja que porta al pit (ordre de Garrotera) s'afluixa i té els forats no alineats. Sobre el cinturó apareix un element que es creu associat a la Casa dels Bragança, i que vol posar de manifest que l'Infant s'alinearà amb el rei i la Casa de Bragança contra el seu germà i restant Casa d'Avís durant la Batalla d'Alfarrobeira. La seva posició de genolls pot interpretar-se com que al final de la seva vida s'hagués penedit dels errors comesos i volgués demanar perdó. Finalment afegir que és l'únic amb cabells blancs, ja que fou qui morí amb més edat, i que en tot moment està sota la mirada atenta dels seus germans Pere i Joan, com si l'estiguessin vigilant.

## Simbologia
Essent l'autor de l'obra un artista format a Flandes, probablement sota els auspicis de la Infanta Isabel d'Avís, duquessa de Borgonya, la germana dels infants que moriria de més avançada edat, el 1471, es pot pensar que l'objecte del panell seria un homenatge a la família, tot denunciant la traïció de l'Infant Enric. Recordem les fortes simpaties que sempre manifestà la Infanta Isabel pel seu germà Pere, que fou qui va acordar el seu matrimoni amb Felip el Bo de Borgonya, durant els seus viatges per Europa, i que a posteriori es veuria reforçat amb l'acolliment a Borgonya dels nebots Joan, Jaume i Beatriu, que s'exiliaren després de la mort del pare.